# Семанотус перев'язаний
Семано́тус перев’я́заний (лат. Semanotus undatus Linnaeus, 1758 = Callidium undatum (Linnaeus) Fabricius, 1801 = Cerambyx undatus Linnaeus, 1758) — вид жуків з родини вусачів.

## Поширення
Хорологічно S. undatus – європейський вид, який входить до європейського зооґеографічного комплексу. Ареал охоплює всю Європу включно зі Скандинавією. В регіоні Український Карпат вид зустрічається зрідка. 

## Екологія
Приурочений до хвойних лісових формацій, переважно смереки європейської. Літ триває з березня по липень. Розвиток личинки проходить у деревині смереки, рідше ялиці.

## Морфологія

### Імаго
S. undatus порівняно дрібний вид. довжина його тіла коливається в межах 7-14 мм. Передньогрудний відросток досягає кінця передніх тазиків і розділяє їх. Членики вусиків без зубчиків, на вершині ледь витягнуті, 3-й членик короткий. Надкрила з чорними плямами або перев'язями на жовтому фоні або жовтими на чорному.

### Личинка
Личинка відрізняється, від роді́в Вусач-булавоніг і Проноцера, наявністю волосків посередині скронево-тім’яних доль, які утворюють густу поперечну смужку. Ноги короткі.

## Життєвий цикл
Розвиток личинки триває два роки.